# Лев Оптинский
Иеросхимона́х Лев (в мантии Леонид, в миру Лев Дани́лович Наго́лкин;10 июля 1768, Карачев, Севская провинция, Белгородская губерния — 11 [24] октября 1841, Оптина пустынь, Калужская губерния) — преподобный оптинский старец. Основатель старчества в Оптиной пустыни. Ещё при жизни был почитаем за прозорливость и многочисленные случаи чудотворения.

## Биография
Родился приблизительно в 1772 году (по некоторым источникам, в 1768-м) в городе Карачеве в семье мещанина Данилы Васильевича Наголкина и его жены Улиты Егоровны.
В юности ему довелось послужить приказчиком у болховского купца Сокольникова, торговавшего пенькою и конопляным маслом. Отличавшийся расторопностью и сметливостью, он нередко, с разрешения хозяина, товар в деревнях сбывал самостоятельно.
Во время одной из таких поездок к нему в сани прыгнул волк и вырвал из икры ноги кусок мяса, но, обладавший огромной физической силой, он сумел задушить зверя. Хотя рана зажила, хромота осталась на всю жизнь.
В 1797 году, будучи в возрасте 29 лет, оставил мир и поступил послушником в Оптину пустынь.
В 1799 году, испытывая проблемы со здоровьем, перешёл в Белобережскую пустынь Орловской епархии. Монашеский путь отец Леонид проходил под руководством старцев схимонаха Феодора и иеросхимонаха Клеопы — учеников преподобного Паисия Величковского.
В 1801 году был пострижен в мантию с именем Леонид. 22 декабря 1801 года рукоположён в иеродиакона, а 24 декабря — в иеромонаха. В 1804 году был избран братиями настоятелем Белобережской пустыни.
В 1808 году иеромонах Леонид был пострижен в схиму с именем Лев, пред этим добровольно сложив с себя настоятельство.
10 марта 1811 года вместе с двумя сподвижниками Фёдором и Клеопой поселился на Валааме, где прожил шесть лет.
В 1817 году переселился в Александро-Свирский монастырь.
В 1829 году вновь прибыл в Оптину пустынь, где стал основателем старчества и долгое время назидал поучениями и духовно окормлял огромное количество людей. Среди его духовных чад были будущие оптинские старцы Макарий Оптинский (ставший ближайшим учеником и помощником преподобного Льва ), Амвросий Оптинский и многие другие. В конце 1820-х годов в числе послушников иеромонаха Льва был Дмитрий Брянчанинов — в будущем святитель Игнатий, епископ Кавказский. В 1836 году был утверждён духовником обители.
В сентябре 1841 года силы начали оставлять старца. Он перестал вкушать пищу и до самой кончины ежедневно причащался Святых Таин. Преподобный Лев преставился 11/23 октября 1841 года.

## Цитаты
- «Старайся более внимать себе, а не разбирать дела, поступки и обращение к тебе других, если же ты не видишь в них любви, то это потому, что ты сам в себе любви не имеешь».
- «Пристрастия к миру опасайся, хотя он и льстит тебе спокойствием и утешением, но они так кратковременны, что и не увидишь, как лишишься их, а наступит место раскаяния, тоска, уныние и никакого утешения»[8].
- «Живи проще — и Бог тебя не оставит и явит милость Свою».
- Широкую известность и признание РПЦ  получила молитва преподобного Льва Оптинского для келейного чтения об упокоении некрещеных, умерших без покаяния и самоубийц: «Взыщи, Господи, погибшую душу раба Твоего: аще возможно есть, помилуй. Неизследимы судьбы Твои. Не постави мне в грех молитвы сей моей, но да будет святая воля Твоя»[9][10].